# Roberto Chery
Roberto Chery (16 février 1896 – 30 mai 1919) est un footballeur uruguayen qui joue au poste de gardien de but à l'époque du sport amateur en Première Division uruguayenne.

## Carrière en club
Chery réalise sa carrière en club à Peñarol, où il fait ses débuts en troisième division contre River Plate. À la suite de mauvaises prestations du gardien titulaire, Chery joue régulièrement pour l'équipe première des Carboneros pendant trois saisons consécutives, couronnées par un titre de champion d'Uruguay en 1918. Parmi les classiques avec le Nacional, Chery dispute neuf matchs et ne connaît qu'une seule défaite, à la suite d'un penalty.

## Carrière internationale
Chery meurt alors qu'il séjourne au Brésil avec l'équipe d'Uruguay lors du Championnat sud-américain de football de 1919. Après ses bonnes performances avec Peñarol, il est appelé en équipe nationale pour la compétition, où son équipe cherche à remporter un troisième titre consécutif. Accompagné de plusieurs vedettes telles qu'Isabelino Gradín et les frères Carlos et Héctor Scarone, Chery remplace le vétéran Cayetano Saporiti contre l'équipe chilienne le 17 mai au stade Laranjeiras. Au prix d'un effort considérable, il empêche un but chilien, retombe lourdement, met du temps à se relever et termine tout de même le match, remporté deux buts à zéro. Souffrant d'une hernie inguinale, Chery est hospitalisé à la Casa do Sáude de Rio, où il meurt dans la soirée du 30 mai d'une péritonite.